# Kilmory Castle (Bute)
Kilmory Castle, auch Kilmorie Castle oder Crowner’s Castle, ist die Ruine einer Niederungsburg aus dem 15. Jahrhundert beim Bauernhof Meikle Kilmory auf der schottischen Isle of Bute, heute Teil der Unitary Authority Argyll and Bute.
Die Ruinen bestehen aus drei Seiten eines ehemaligen Turms mit einer Grundfläche von 4,8 Meter × 3,8 Meter. Die Trockenmauern sind bis zu 1 Meter dick und heute noch 2 Meter hoch. An der Westecke befindet sich ein runder Anbau mit 1,5 Meter Durchmesser und 0,6 Meter dicken Mauern, die ebenfalls noch 2 Meter hoch stehen. Das Innere des Gebäudes ist mit Schutt unbekannter Herkunft angefüllt. In den Resten den Rundturms befinden sich zwei Schießscharten.
Die Burg war bereits im 18. Jahrhundert eine Ruine. Kilmory Castle gilt als Scheduled Monument.